# قائمة جوائز وترشيحات مسلسل قيامة أرطغرل
قيامة أرطغرل (بالتركية: Diriliş Ertuğrul)‏ هو مسلسل تلفزيوني تركي تاريخي خيالي  ومغامرات ، من تأليف محمد بوزداغ ، وبطولة إنجين آلتان دوزياتان في الدور الرئيسي. وقد حاز المسلسل الناجح على العديد من الجوائز. فاز إنجين ألتان دوزياتان بـ 25 جائزة منها 5 جوائز عالمية. فيما يلي قائمة بالجوائز والترشيحات مسلسل قيامة أرطغرل .

## جوائز المهرجانات العربية الدولية المتميزة(DIAFA)
| سنة  | المرشح               | فئة             | نتيجة | المرجع    |
| ---- | -------------------- | --------------- | ----- | --------- |
| 2019 | إنجين آلتان دوزياتان | أفضل ممثل عالمي | فوز   | [ إنج 2 ] |

## جوائز الفراشة الفيروزية
| سنة  | المرشح               | فئة                            | نتيجة | المرجع |
| ---- | -------------------- | ------------------------------ | ----- | ------ |
| 2015 | إنجين ألتان دوزياتان | أفضل ممثل لهذا العام           | فوز   | [ 1 ]  |
| 2015 | ديدام بالشين         | أفضل ممثلة لهذا العام          | فوز   | [ 1 ]  |
| 2015 | متين جوناي           | أفضل مخرج لهذا العام           | فوز   | [ 1 ]  |
| 2015 | قيامة أرطغرل         | أفضل سيناريو لهذا العام        | فوز   | [ 1 ]  |
| 2015 | قيامة أرطغرل         | أفضل مسلسل تلفزيوني لهذا العام | فوز   | [ 1 ]  |

## مهرجان الفيلم الثلجي الدولي
| سنة  | المرشح               | فئة                               | نتيجة | المرجع |
| ---- | -------------------- | --------------------------------- | ----- | ------ |
| 2016 | إنجين آلتان دوزياتان | أفضل ممثل في مسلسل تلفزيوني       | فوز   | [ 2 ]  |
| 2016 | ديدام بالشين         | أفضل ممثلة تلفزيونية              | فوز   | [ 2 ]  |
| 2016 | نور الدين سونمز      | أفضل ممثل مساعد في المسلسل        | فوز   | [ 2 ]  |
| 2016 | متين جوناي           | افضل مخرج                         | فوز   | [ 2 ]  |
| 2016 | محمد بوزداغ          | أفضل كاتب سيناريو                 | فوز   | [ 2 ]  |
| 2016 | قيامة أرطغرل         | افضل مسلسل تلفزيوني               | فوز   | [ 2 ]  |
| 2016 | جنكيز جوكشون         | أفضل ممثل مساعد في مسلسل تلفزيوني | فوز   | [ 2 ]  |

## جوائز المجلة
| سنة  | المرشح               | فئة                                           | نتيجة | المرجع |
| ---- | -------------------- | --------------------------------------------- | ----- | ------ |
| 2016 | إنجين آلتان دوزياتان | أفضل ممثل في المسلسلات التلفزيونية لهذا العام | فوز   | [ 3 ]  |
| 2016 | قيامة أرطغرل         | أفضل مسلسل لهذا العام                         | فوز   | [ 3 ]  |
| 2016 | متين جوناي           | أفضل مخرج لهذا العام                          | فوز   | [ 3 ]  |

## جوائز الشباب في تركيا
| سنة  | المرشح               | فئة                               | نتيجة | المرجع                |
| ---- | -------------------- | --------------------------------- | ----- | --------------------- |
| 2017 | إنجين ألتان دوزياتان | أفضل ممثل في مسلسل تلفزيوني       | رُشِّح   | [ 4 ] [ 5 ] [ إنج 3 ] |
| 2017 | إسراء بيلجيتش        | أفضل ممثلة تلفزيونية              | رُشِّح   | [ 4 ] [ 5 ] [ إنج 3 ] |
| 2017 | ديديم بالتشين        | أفضل ممثلة تلفزيونية              | رُشِّح   | [ 4 ] [ 5 ] [ إنج 3 ] |
| 2017 | نور الدين سونميز     | أفضل ممثل مساعد في التلفزيون      | رُشِّح   | [ 4 ] [ 5 ] [ إنج 3 ] |
| 2017 | متين جوناي           | افضل مخرج                         | رُشِّح   | [ 4 ] [ 5 ] [ إنج 3 ] |
| 2017 | محمد بوزداغ          | أفضل كاتب سيناريو                 | فوز   | [ 4 ] [ 5 ] [ إنج 3 ] |
| 2017 | قيامة أرطغرل         | افضل مسلسل تلفزيوني               | فوز   | [ 4 ] [ 5 ] [ إنج 3 ] |
| 2017 | جنكيز جوكشون         | أفضل ممثل مساعد في مسلسل تلفزيوني | فوز   | [ 4 ] [ 5 ] [ إنج 3 ] |

## جوائز الفراشة الذهبية
| سنة  | المرشح               | فئة                            | نتيجة | المرجع                |
| ---- | -------------------- | ------------------------------ | ----- | --------------------- |
| 2016 | إنجين آلتان دوزياتان | أفضل ممثل                      | رُشِّح   | [ 6 ] [ 7 ] [ إنج 4 ] |
| 2016 | متين جوناي           | أفضل مخرج لهذا العام           | رُشِّح   | [ 6 ] [ 7 ] [ إنج 4 ] |
| 2016 | قيامة أرطغرل         | أفضل مسلسل تلفزيوني لهذا العام | فوز   | [ 6 ] [ 7 ] [ إنج 4 ] |
| 2017 | قيامة أرطغرل         | افضل مسلسل تلفزيوني            | رُشِّح   | [ 8 ]                 |

## جوائز السعفة الذهبية التركية
| سنة  | المرشح               | فئة                                                 | نتيجة | المرجع |
| ---- | -------------------- | --------------------------------------------------- | ----- | ------ |
| 2016 | قيامة أرطغرل         | أفضل مسلسل تلفزيوني لهذا العام                      | فوز   | [ 9 ]  |
| 2016 | آيبرك بيكجان         | أفضل ممثل مساعد في المسلسلات التلفزيونية لهذا العام | فوز   | [ 9 ]  |
| 2016 | متين جوناي           | أفضل مخرج المسلسل التلفزيوني لهذا العام             | فوز   | [ 9 ]  |
| 2016 | إنجين آلتان دوزياتان | أفضل ممثل في المسلسلات التلفزيونية لهذا العام       | فوز   | [ 9 ]  |
| 2017 | متين جوناي           | أفضل مخرج المسلسل التلفزيوني لهذا العام             | فوز   | [ 10 ] |

## جوائز أخرى
| سنة  | جائزة                                          | مرشح                 | فئة                                         | نتيجة | المرجع    |
| ---- | ---------------------------------------------- | -------------------- | ------------------------------------------- | ----- | --------- |
| 2015 | جوائز جودة المجلة                              | إنجين آلتان دوزياتان | جائزة الممثل                                | فوز   | [ 11 ]    |
| 2016 | جوائز ماكينستانبول للإعلام والفن والرياضة      | إنجين آلتان دوزياتان | أفضل ممثل مسلسل تلفزيوني                    | فوز   | [ 12 ]    |
| 2016 | جوائز مدرسة معمار سنان الثانوية للفنون الجميلة | إنجين آلتان دوزياتان | الممثل الأكثر نجاحا لهذا العام              | فوز   | [ 13 ]    |
| 2016 | جوائز التوعية الاجتماعية                       | إسراء بيلجيتش        | أفضل ممثلة مسلسل تلفزيوني                   | فوز   | [ 14 ]    |
| 2016 | جوائز الأناضول الإعلامية                       | إسراء بيلجيتش        | أفضل ممثلة المسلسلات التلفزيونية لهذا العام | فوز   | [ 15 ]    |
| 2016 | جوائز KTU الإعلامية                            | إنجين آلتان دوزياتان | أفضل ممثل                                   | فوز   | [ 16 ]    |
| 2016 | جوائز KTU الإعلامية                            | محمد بوزداغ          | أفضل الإنتاج والسيناريو                     | فوز   | [ 16 ]    |
| 2016 | جوائز KTU الإعلامية                            | متين جوناي           | أفضل مخرج                                   | فوز   | [ 16 ]    |
| 2019 | جوائز الإنجاز لجمعية مفتشي الضرائب             | إنجين آلتان دوزياتان | الممثل الأكثر نجاحا                         | فوز   | [ 17 ]    |
| 2019 | جوائز الإنجاز لجمعية مفتشي الضرائب             | قيامة أرطغرل         | السلسلة الأكثر نجاحا                        | فوز   | [ 17 ]    |
| 2022 | جوائز مجلة SleekAsian البريطانية               | إنجين آلتان دوزياتان | أفضل ممثل                                   | فوز   | [ إنج 5 ] |
| 2022 | جوائز مجلة SleekAsian البريطانية               | كمال تيكدين          | أفضل منتج                                   | فوز   | [ إنج 5 ] |